# Posición de Fowler
La posición de Fowler es un epónimo usado en medicina para describir una de las posturas usadas en la terapia respiratoria. Se indica para relajar la tensión de los músculos abdominales, permitiendo así una mejora en la respiración de pacientes inmóviles e incrementar la comodidad de los sujetos conscientes durante la alimentación oral y otras actividades. Se emplea en mujeres después del parto para mejorar el drenaje uterino, así como en pacientes con meningitis, insuficiencia arterial aguda, insuficiencia cardiaca, hernia hiatal y otras infecciones sépticas. El epónimo viene del médico neoyorquino George Ryerson Fowler (1848-1906), aunque fue usada por primera vez por el médico inglés Charles Powell White.

## Colocación
Para asumir la posición de Fowler, el individuo se ubica sobre su cama en una posición semisentada de aproximadamente 45°-60° con las rodillas extendidas o flexionadas. Para ello, la cabecera de la cama se eleva unos 60-90 cm hasta la altura deseada y producir el ángulo característico de la postura.

### Variantes
La posición de Fowler puede ser variada para ajustarse a diferentes propósitos. Así se usa la posición de Fowler baja, la semi-Fowler y la Fowler alta, cuando la cabeza se eleva a 80°-90° con respecto al resto del cuerpo.